# میدان اتریش
میدان اتریش واقع در شهرک گلستان یکی از میدان‌های اصلی منطقه ۲۲ شهرداری تهران است که از سمت شمال و جنوب به  بلوار گلها اتصال دارد. خیابان بنفشه نهم جنوبی در امتداد شرق به ضلع جنوب غربی این میدان متصل است و خیابان بنفشه نهم شمالی در امتداد شرق از ضلع شمال شرقی این میدان منشعب می‌شود.
این میدان به شکل بیضی است و حدود ۵۰۰ متر مربع مساحت دارد.
میدان اتریش در شهریور سال ۱۳۹۴ شمسی هم زمان با سفر هاینتس فیشر، رئیس‌جمهور اتریش به تهران و با حضور او در منطقه ۲۲ شهرداری تهران نام‌گذاری شد.